# ابلق (فیلم)
ابلق فیلمی ایرانی به کارگردانی نرگس آبیار و تهیه‌کنندگی محمدحسین قاسمی محصول سال ۱۳۹۹ است. بهرام رادان، الناز شاکردوست، هوتن شکیبا، گلاره عباسی، مهران احمدی و گیتی معینی از بازیگران این فیلم می‌باشند. این فیلم در سی و نهمین دوره جشنواره فیلم فجر حضور داشت و سیمرغ بلورین بهترین فیلم از نگاه تماشاگران را به دست آورد. این فیلم دومین همکاری آبیار با زوج هنری هوتن شکیبا و الناز شاکردوست پس از شبی که ماه کامل شد (۱۳۹۷) است.

## خلاصه داستان
راحله(الناز شاکردوست)به همراه همسرش علی (هوتن شکیبا) و دختر کوچکش در یکی از محله‌های حاشیه‌ای تهران زندگی می‌کنند. شوهر خواهر علی، جلال(بهرام رادان) فردی است که یک کسب و کار خانگی را برای خانم‌های محله ایجاد کرده است. او فردی هیز است و نگاه ناصوابی نسبت به راحله دارد. رفتارهای او و مزاحمت‌هایش برای راحله باعث می‌شود و حرف‌هایی پشت سر او در محل ایجاد شود و…

## بازیگران
| بازیگر         | نقش                            |
| -------------- | ------------------------------ |
| بهرام رادان    | جلال (همسر شهلا)               |
| الناز شاکردوست | راحله (همسر علی)               |
| هوتن شکیبا     | علی (همسر راحله)               |
| مهران احمدی    | رحیم (برادر علی و شهلا)        |
| گلاره عباسی    | شهلا (همسر جلال)               |
| گیتی معینی     | سلطان (مادر علی و رحیم و شهلا) |
| شادی کرم رودی  | فیروزه (دوست و همسایه راحله)   |
| امین میری      | حسن                            |

## جوایز و نامزدی‌ها
| مراسم            | تاریخ برگزاری | بخش                           | نامزد          | نتیجه    | جایزه        |
| ---------------- | ------------- | ----------------------------- | -------------- | -------- | ------------ |
| جشنواره فیلم فجر | ۲۲ بهمن ۱۳۹۹  | بهترین بازیگر نقش مکمل زن     | گلاره عباسی    | برنده    | سیمرغ بلورین |
| جشنواره فیلم فجر | ۲۲ بهمن ۱۳۹۹  | بهترین چهره‌پردازی             | ایمان امیدواری | برنده    | سیمرغ بلورین |
| جشنواره فیلم فجر | ۲۲ بهمن ۱۳۹۹  | بهترین جلوه‌های ویژه بصری      | فرید ناظرفصیحی | برنده    | سیمرغ بلورین |
| جشنواره فیلم فجر | ۲۲ بهمن ۱۳۹۹  | بهترین فیلم از نگاه تماشاگران | محمدحسین قاسمی | برنده    | سیمرغ بلورین |
| جشنواره فیلم فجر | ۲۲ بهمن ۱۳۹۹  | بهترین فیلم                   | محمدحسین قاسمی | نامزدشده | سیمرغ بلورین |
| جشنواره فیلم فجر | ۲۲ بهمن ۱۳۹۹  | بهترین کارگردانی              | نرگس آبیار     | نامزدشده | سیمرغ بلورین |
| جشنواره فیلم فجر | ۲۲ بهمن ۱۳۹۹  | بهترین بازیگر نقش اول زن      | الناز شاکردوست | نامزدشده | سیمرغ بلورین |
| جشنواره فیلم فجر | ۲۲ بهمن ۱۳۹۹  | بهترین بازیگر نقش مکمل زن     | گیتی معینی     | نامزدشده | سیمرغ بلورین |
| جشنواره فیلم فجر | ۲۲ بهمن ۱۳۹۹  | بهترین صدابردار               | طاهر پیشوایی   | نامزدشده | سیمرغ بلورین |
| جشنواره فیلم فجر | ۲۲ بهمن ۱۳۹۹  | بهترین طراحی صحنه             | محمدرضا شجاعی  | نامزدشده | سیمرغ بلورین |

## تحلیل
ایندپندنت بازی رادان را تمجید کرد.
- فاطمه قاسم‌پور: رئیس فراکسیون زنان مجلس در مورد فیلم ابلق نوشت: نگاه زنانه خانم آبیار به مسئله ⁧‫تأمین امنیت زنان‬⁩ و ارائه نقش صلح‌آفرین و آرامش‌بخش زن در این فیلم قابل تقدیر است. فیلم ⁧‫ابلق‬⁩ را در جمع فعالان حوزه رسانه دیدم؛ علاوه بر فرم مناسب روایت، نگاه زنانه خانم آبیار به مسئله ⁧‫تأمین امنیت زنان‬⁩ و ارائه نقش صلح‌آفرین و آرامش‌بخش زن در این فیلم قابل تقدیر است. ‏ تأمین امنیت زنان از اولویت‌های ماست، در این زمینه بیشتر خواهم نوشت.»[۹]
- هوشنگ گلمکانی: «نرگس آبیار باز هم‌گام بلند دیگری برداشته است؛ بلندتر از فیلم بلندپروازانه قبلی‌اش. ابلق فیلمی تکان‌دهنده و تأثیرگذار است با یک کارگردانی ماهرانه و پرزحمت و بازی‌های چشمگیر. هرچند که به دلایلی شخصی، من نفس را همچنان بیش‌تر دوست دارم.»[۱۰]
- مسعود فراستی: فیلم ابلق داستان ندارد و شخصی به شخصی نظر دارد و ظاهراً فیلم دربارهٔ جنبش اخیر مد شده در اروپا به نام «می تو» است اما در فیلم بیشتر «یو تو» است. اگر معنی و کارکرد دوربین روی دست در یک گزارش ملتهب در حال انجام خبری مثل جنگ نباشد، ادا و اطوار و بی‌معنی و غیرسینمایی است. دوربین روی دست برخلاف مدعیانش از قدیمی‌ها تا امروزی‌ها گرفته، مطلقاً التهاب درون را نشان نمی‌دهد بلکه رو به بیرون دارد. دوربینی که التهاب ما را نشان دهد، دوربین ایستاست که هیچ تکانی ندارد چون در حال کار کردن بر التهاب درونی ماست. دوربین روی دست، رویش یا کارکردش رو به بیرون است و تمام کسانی که این موضوع را متوجه نمی‌شوند یعنی ۹۹ درصد دوربین روی دستی‌های دنیا و ایران، شوخی می‌کنند. در یک سکانس، بهرام رادان که بازیگر ابداً خوبی نیست و این‌جا هم خوب نیست، یک چک به دستش رسیده که این صحنه می‌توانست در لانگ شات برگزار شود، اما دوربین روی دستش شیرجه می‌زند و بالا می‌آید و چپ و راست می‌رود! منِ مخاطب قرار است یک چک را در دستان رادان ببینم اگر قرار است ببینم؟! بیشتر دوربین در حال گیج کردن مخاطب است و فقط سر درد برای مخاطب به همراه می‌آورد. این در حالی است که کار دوربین در سینما، ابداً فریب مخاطب نیست.[۱۱]
- خسرو نقیبی: «ترجیح می‌دهم ابلق را با اجرای آبیار به خاطر بسپارم تا با داستانش. آبیار کارگردان در ظرف داستانی و جغرافیای ابلق، مثل نهنگی‌گیر افتاده در یک استخر است.»[۱۲]